# Sanjianfang (socken i Kina, Inre Mongoliet)
Sanjianfang (kinesiska: 三间房, 三间房乡) är en socken i Kina. Den ligger i den autonoma regionen Inre Mongoliet, i den norra delen av landet, omkring 88 kilometer sydväst om regionhuvudstaden Hohhot.
Genomsnittlig årsnederbörd är 605 millimeter. Den regnigaste månaden är juli, med i genomsnitt 171 mm nederbörd, och den torraste är januari, med 2 mm nederbörd.